# Liste der Kulturgüter in Härkingen
Die Liste der Kulturgüter in Härkingen enthält alle Objekte in der Gemeinde Härkingen im Kanton Solothurn, die gemäss der Haager Konvention zum Schutz von Kulturgut bei bewaffneten Konflikten, dem Bundesgesetz vom 20. Juni 2014 über den Schutz der Kulturgüter bei bewaffneten Konflikten sowie der Verordnung vom 29. Oktober 2014 über den Schutz der Kulturgüter bei bewaffneten Konflikten unter Schutz stehen.
Objekte der Kategorie A sind im Gemeindegebiet nicht ausgewiesen, Objekte der Kategorie B sind vollständig in der Liste enthalten, Objekte der Kategorie C fehlen zurzeit (Stand: 1. Januar 2023).

## Kulturgüter
| Foto |                                                                                       | Objekt                                                     | Kat. | Typ | Standort                             | Beschreibung |
| ---- | ------------------------------------------------------------------------------------- | ---------------------------------------------------------- | ---- | --- | ------------------------------------ | ------------ |
| ja   | Datei hochladen · Wikidata zu Gasthaus zum Lamm (Q29880851)                           | Gasthaus zum Lamm KGS-Nr.: 11152                           | B    | G   | Neuendörferstrasse 2 628378 / 239758 |              |
| BW   | Datei hochladen · Wikidata zu Bauernhaus (Q29880846)                                  | Bauernhaus, Haus Jäggi-Bloch, Riegelbau KGS-Nr.: 11153     | B    | G   | Hauptgasse 35 628440 / 239730        |              |
| BW   | Datei hochladen · Wikidata zu Wohnhaus (1832) (Q29880854)                             | Wohnhaus KGS-Nr.: 13963                                    | B    | G   | Hauptgasse 21 628528 / 239795        |              |
| BW   | Datei hochladen · Wikidata zu Bauernhaus (1728) (Q29880847)                           | Bauernhaus KGS-Nr.: 13964                                  | B    | G   | Hauptgasse 31 628471 / 239743        |              |
| BW   | Datei hochladen · Wikidata zu Pfarrhaus (Q29880852)                                   | Pfarrhaus KGS-Nr.: 13965                                   | B    | G   | Hauptgasse 28 628500 / 239813        |              |
| ja   | Datei hochladen · Wikidata zu Ehemalige Pfarrkirche St. Johann der Täufer (Q29880849) | Ehemalige Pfarrkirche St. Johann der Täufer KGS-Nr.: 13966 | B    | G   | Hauptgasse 62 628516 / 239827        |              |